# أطفال ألبيون: شعر تحت الأرض في بريطانيا
أطفال ألبيون: شعر تحت الأرض في بريطانيا، مختارات شعرية، حررها مايكل هوروفيتز ونشرتها دار بنجوين للكتب عام 1969 (انظر 1969 في الشعر). وفقًا لمارتن بوث، كان ذلك «فعليًا بيانًا لعقيدة وعقيدة المغادرة الجديدة».
كان ظهورها خطوة رئيسية في ظهور نوع من الاهتمام العام للعديد من الشعراء المرتبطين بإحياء الشعر البريطاني، وكان العديد منهم مدرجين. ربما كانت مجموعة «الهيبيز» الكلاسيكية للشعر البريطان، مع استحضارها الواعي لوليام بليك وشعراء الأداء.

## الكتاب
للكتاب غلاف ورقي بقياس 18×11 سم (7.1 × 4.3 بوصة).  يتكون الكتاب من 382 صفحة ويحتوي على قائمة محتويات وتكريسًا لألن جينسبيرج وعمل 63 شاعرًا بالترتيب الأبجدي لللقب ومقال و«كلمات لاحقة» للمحرر وأقسام «مزيد من القراءة» و«إقرارات».  يتميز الغلاف الأمامي بتفاصيل من يوم سعيد، نقش بليك.

## الشعراء المميزون
الشعراء الذين ظهروا في كتاب أطفال ألبيون هم:
- جون أردن
- بيتر ارمسترونج
- بيت براون
- جيم بيرنز
- جوني بيرن
- تشارلز كاميرون
- ديفيد شالونر
- باري كول
- جون كوتون
- أندرو كروزر
- ديف كونليف
- فيليكس دي مندلسون
- ريمون دورجنات
- بول إيفانز
- إيان هاميلتون فينلي
- روي فيشر
- ضيف هاري
- لي هاروود
- مايكل هاستينغز
- سبايك هوكينز
- جيفري هازارد
- بييرو هيليكزر
- بيت هويدا
- أنسلم هولو
- فرانسيس هوروفيتس
- مايكل هوروفيتس
- ليبي هيوستن
- مارك حياة
- جون جيمس
- روجر جونز
- ديفيد كريسون
- ملك سيمور
- برنارد كوبس
- ديفيد كوزوبي
- هربرت لوماس
- آنا لوفيل
- بول ماثيوز
- مايكل مكفرتي
- جون ماكغراث
- توم ماكغراث
- ستيوارت ميلز
- تيد ميلتون
- أدريان ميتشل
- إدوين مورغان
- تينا موريس
- فيليب أوكونور
- نيل أورام
- توم بيكارد
- بول بوتس
- توم راورث
- كارلايل ريدي
- برنارد سانت
- مايكل شاير
- ديفيد سلادين
- نيكولاس سنودون ويلي
- توم تايلور
- باري طب
- كريس تورانس
- الكسندر تروتشي
- جايل تورنبول
- باتريك ويتس
- وليام وايت
- مايكل إكس

## السياق التاريخي
في عام 1962، نشر بينجوين مختارات ألفاريز الشعر الجديد.  كان هذا بمثابة بداية لرد فعل عنيف ضد ما أطلق عليه ألفاريز «رقة» شعراء الحركة.  كان البديل المفضل لألفاريز هو شعراء مثل سيلفيا بلاث وتيد هيوز وآخرين ممن ارتبطوا بشعراء طوائف أميركيين مثل روبرت لويل وجون بيريمان.
وفي الوقت نفسه، قدمت مختارات دونالد ألين عام 1960، الشعر الأمريكي الجديد 1945-1960، للقراء البريطانيين وغيرهم مجموعة كاملة من الأعمال بخلاف الأعمال الدينية.  تضمن ألين أعمالًا لجيل فاز، والجيل الأسود ومدرسة نيويورك وشعراء ديب ايموجي وآخرين من خارج التيار الرئيسي.
مع تطور الثقافة المضادة البريطانية في الستينيات، أصبح تأثير هؤلاء الشعراء أكثر انتشارًا، وبدأ العديد من الشعراء البريطانيين الأصغر سنًا في تجربة المتغيرات المحلية للشاعرية الجديدة.  بدأت منافذ نشر الشعر الجديد في الظهور، بما في ذلك مطبعات مصفوفة راورث ومطبعة جوليارد (التي أدارها مع باري هيل) ومجلة رحلات جديدة وبهوروفيتز.
في عام 1963، على سبيل المثال، جمع أمسيلم هولو مختارات قصائد الجاز، والتي تضمنت 10 من الشعراء الذين سينضمون إلى أطفال ألبيون بمن فيهم مايكل هوروفيتز.
تطورت الاتصالات بين الشعراء على جانبي المحيط الأطلسي، وبلغت ذروتها في تجسد الشعر الدولي في قاعة ألبرت الملكية في 11 يونيو 1965، والتي تضمنت قراءات من قبل مجموعة من الشعراء البريطانيين، بالإضافة إلى جينسبيرج ولورنس فيرلينجيتي وآخرين لجمهور من الشعراء (7000 شخص).  كان هوروفيتز المنظم الرئيسي لهذا الحدث ويوضح مقال أفتروردز أن نجاح قاعة ألبرت كان مصدر إلهام لتجميع المختارات.

## السمعة
من أهم الانتقادات الموجهة إلى «أطفال ألبيون» أنها تحتوي على أعمال لعدد كبير من الشعراء الذين توقفوا لاحقًا عن كتابة أو على الأقل نشر شعر أي ملاحظة.  انتقد الكتاب أيضًا بسبب حذف الشعراء الذين لم يشاركوا هوروفيتس حماسه لبليك و /أو الأداء.
خمسة فقط من أبناء ألبيون البالغ عددهم 63 هم نساء. كما لوحظ إغفالات، مثل شعراء ليفربول. المفقودون الرئيسيون، على سبيل المثال جيه إتش برين وفيرونيكا فورست طومسون.  كان مشهد الشعر البريطاني السري في منتصف الستينيات من القرن الماضي شأناً ذكورياً.  في وقت لاحق، فشل علماء المختارات أيضًا في التكافؤ بين الجنسين في تمثيلهم لتلك الفترة.
اعتبر أندرو كروزر وفن مختلف لتيم لونجفيل، مختارات لاحقة من عام 1987، بمثابة رد. كتب إيان سنكلير في مقدمة كتابه «كيوكرز أوف تشوس» (1996) ينسب نجاحه إلى روح العصر في «الأوقات العبثية».